# Schloss Asch

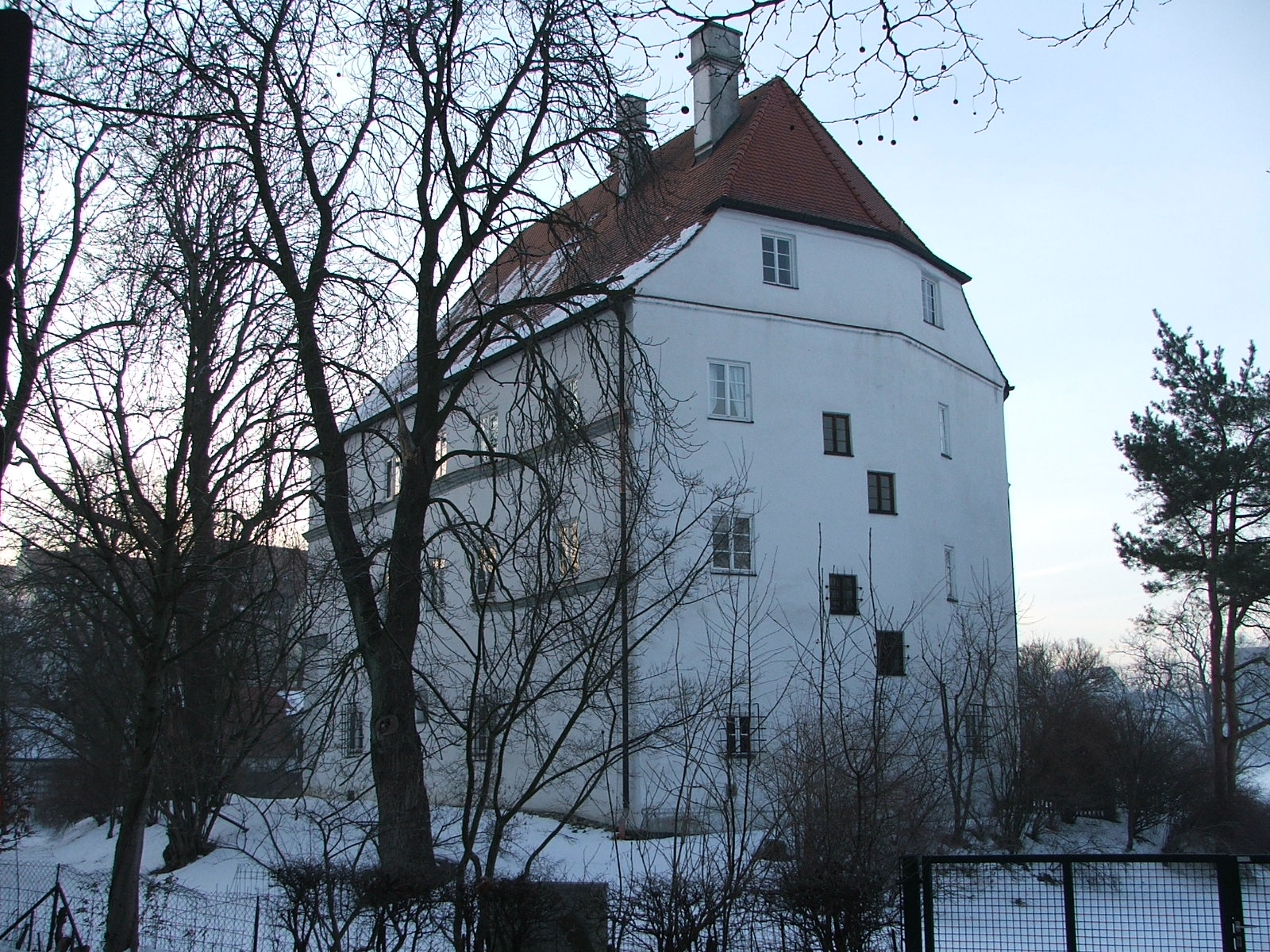
Schloss Asch

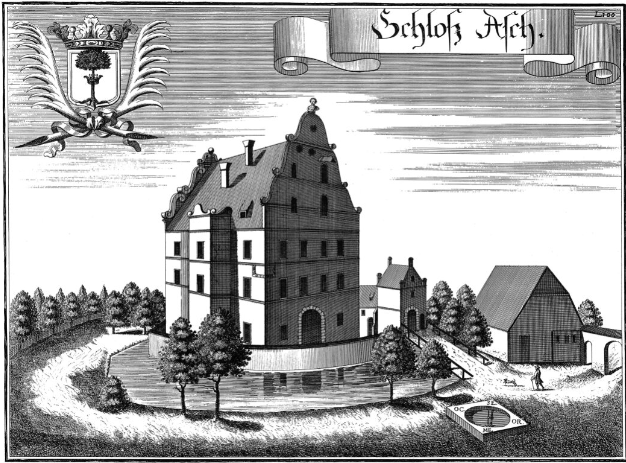
Schloss Asch nach einem Stich von Michael Wening (1726)

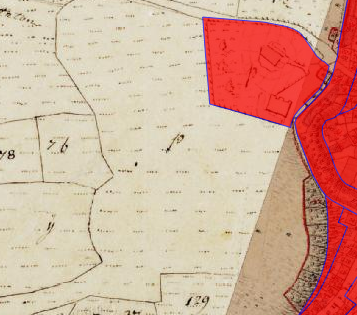
Lageplan von Schloss Asch auf dem Urkataster von Bayern

Schloss Asch war der Stammsitz der Herren von Asch, die um das Jahr 1000 erstmals in Quellen nachgewiesen sind. Das Schloss steht unterhalb des Westerberges am Fuße der Altstadt der Moosburg an der Isar im Landkreis Freising (Oberbayern).

## Geschichte
Die Herren von Asch gaben im 12. Jahrhundert ihren Herrensitz auf, um am herzoglichen Hof in Landshut Einfluss und Ansehen zu vermehren. 1541 kaufte Wolf von Asch, fürstlicher Rat und Wildmeister in Landshut, das Anwesen zurück. Er ließ den noch heute vorhandenen wuchtigen dreigeschossigen Bau errichten und das Schloss von einem Wassergraben umgeben. In den Hofmarkbeschreibungen 1618, 1654, 1702 und 1752 des Landgerichts Moosburg wird Schloss Asch als Hofmarkssitz aufgeführt. Bis zur Revolution 1848 war es dann noch Sitz eines Patrimonialgerichts II. Klasse.
Im 17. Jahrhundert wurde die nördliche und die südliche Fassade um geschweifte Giebel im Stil der Renaissance ergänzt, die jedoch nicht mehr vorhanden sind. Nach dem Stadtbrand 1865 wurde der Wassergraben mit Bauschutt verfüllt. Der vor dem Graben errichtete Torturm ist heute ebenfalls verschwunden.
Die Herren von Asch bewohnten das Schloss bis zum Aussterben der Linie im Jahr 1883.

## Beschreibung
Die Beschreibung des Bayerischen Landesamtes für Denkmalpflege (Aktenzeichen D-1-78-143-124) lautet:

„Ehemaliges Wasserschloss Asch, ungegliederter dreigeschossiger Bau mit Halbwalmdach, nach 1541.“

Die Anlage wird auch als Bodendenkmal unter der Aktennummer D-1-7537-0355 im Bayernatlas als „untertägige mittelalterliche und frühneuzeitliche Befunde im Bereich von Schloss Asch bei Moosburg a.d.Isar und seiner Vorgängerbauten“ geführt.
2014 wurde ein Geheimgang von Moosburg zum Schloss Asch gefunden. Der Tunnel ist eine ovale Röhre von etwa 250 bis 300 Meter Länge und dürfte um das Jahr 1510 entstanden sein. „Der Tunnel war fachgerecht gemauert und etwa 1,70 Meter hoch. Die meisten der im Schnitt kleiner gewachsenen Menschen der Frühen Neuzeit konnten bequem in dem Tunnel stehen“.